# Huis te Glimmen

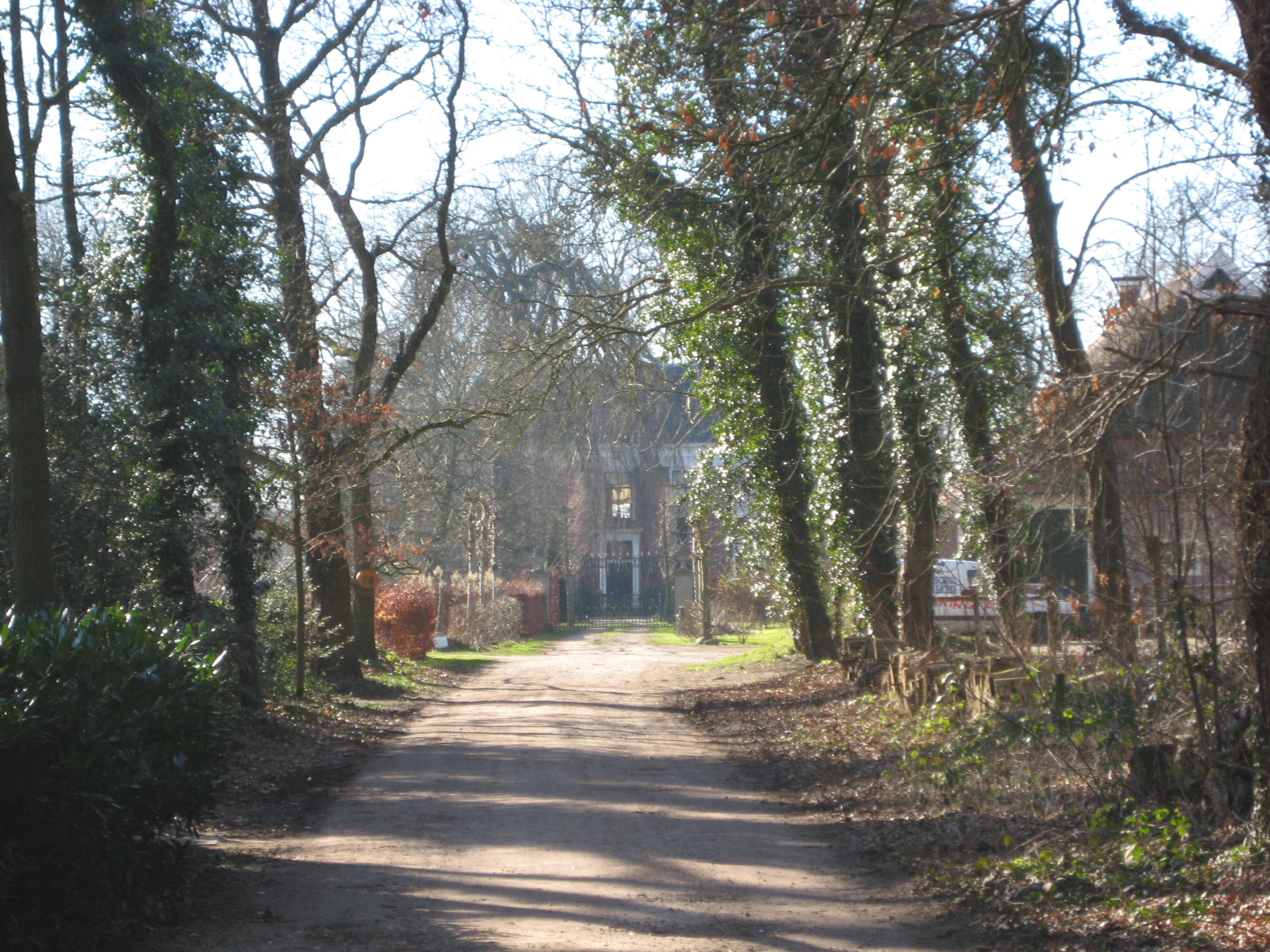
Het Huis te Glimmen met stukje van de oprijlaan

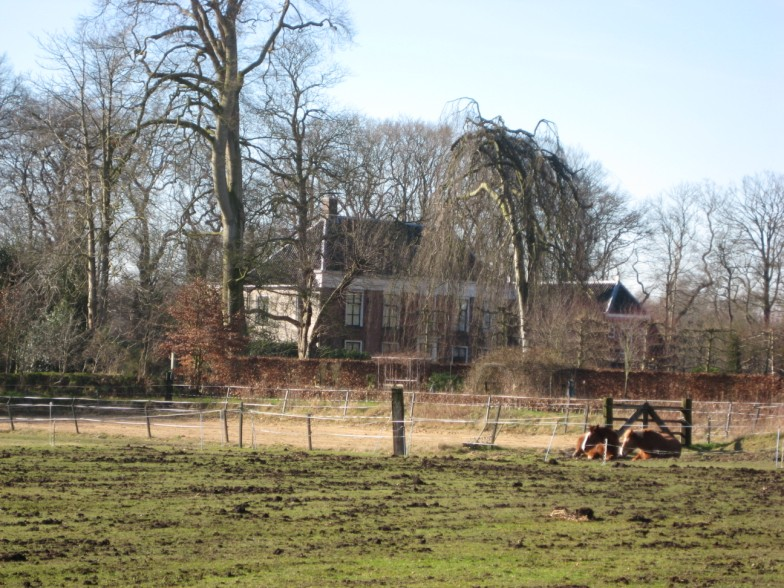
Zijaanzicht Huis te Glimmen

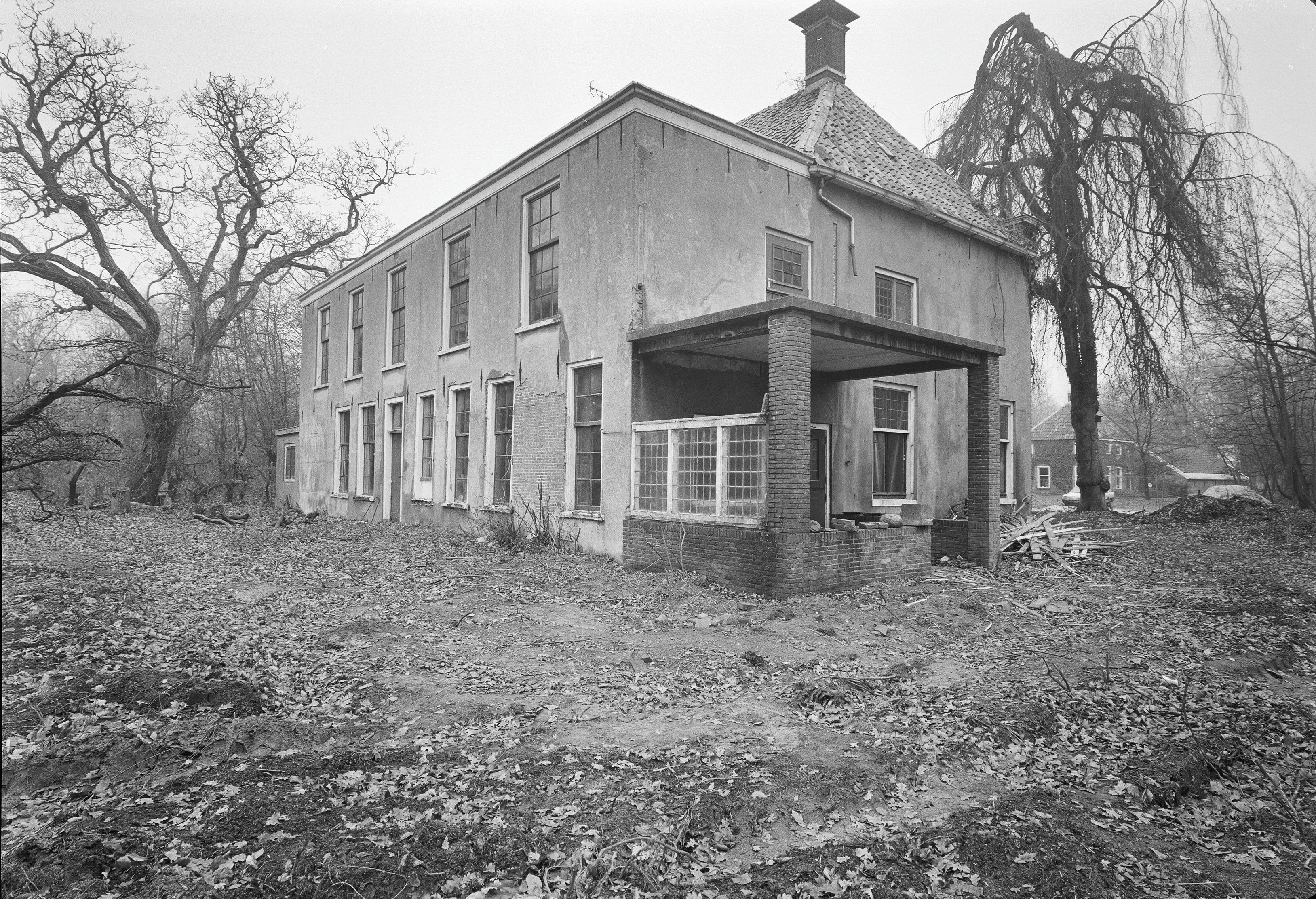
Achterzijde van het vervallen huis in 1992 na de dood van de laatste bewoonster

Het Huis te Glimmen is een monumentaal landhuis in de gemeente Groningen in het dorp Glimmen. Het heeft een oprijlaan van zo'n 700 meter. Op het bijbehorende landgoed met door oude eiken omzoomde weiden staan enkele oude boerderijen.

## Geschiedenis
Op de plaats waar nu het Huis te Glimmen staat werd waarschijnlijk in de 13e eeuw een versterkt huis gebouwd. In later tijden werd het terrein omgracht. Delen van het huidige statige huis stammen uit de 16e eeuw, maar zouden zijn gebouwd op de oude kasteelfundamenten.

## Bewoners
In 1560 woonden jonker Johan Valcke thoe Glimmen en zijn echtgenote Ewele Meckena von Meckenaborg op het huis. Tussen 1610 en 1660 behoorde het aan Habbo Aldringa en zijn halfbroer Sixtus Aldringa, en later diens zoon Habbo. Elteke Aldringa, dochter van de laatstgenoemde, erfde het halve huis als 7-jarig meisje in 1613. Zij huwde in 1628 met Hillebrand Gruys en overleed in 1645. Beide delen van het huis kwamen toen in handen van twee dochters van Sixtus. Deze verkochten het in 1660 aan jonker Ernst van Sanderen, die het overdroeg aan zijn neef Daniel de Hertoghe. Deze verkocht het huis in 1685. Zes jaar later werd het gekocht door Antonius ten Hola, de syndicus (juridisch raadsheer) van de Groningse stadsregering. Diens dochter Margaretha trouwde met Johan Hendrik Jullens en in 1735 erfde hun zoon Antonius Jullens het huis. De genoemden zorgden tevens voor gestage uitbreiding van het bezit. Antonius' zoon Cornelis Hendrik Tjaden Jullens erfde het in 1804. Via zijn kleindochter Aleyda, die getrouwd was met Willem Jan Quintus, kwam de havezate in 1881 in handen van hun zoon Jhr. Mr. Roelof Antonius Quintus (1816-1894). Daarna werd het huis doorgeërfd naar een kleindochter, de jonkvrouw Henriette Quintus (in het dorp "de freule" of "mevrouw" genoemd). Zij trouwde Jacobus de Ruyter de Wildt. Het echtpaar kreeg vier kinderen. Na de vroege dood van haar man bleef de weduwe achter met haar nooit-getrouwde oudste dochter, Martina Anna Maria Gerarda Wilhelmina De Ruyter de Wildt (1908-1991). Na de dood van haar moeder in 1973, bleef de langzaam verarmende "jufvrouw" alleen over. Zij was mensenschuw en liet het bos rond het huis steeds verder verwilderen; er mocht geen tak gesnoeid worden. In 1988, drie jaar voor haar dood, verkocht ze de boerderijen en bijbehorende akkers en weilanden op het gereduceerde landgoed aan de pachtboeren. Na haar overlijden in 1991 werd het in slechte staat verkerende landhuis verkocht aan de Stichting tot Behoud van Particulieren Historische Buitenplaatsen. Het bijbehorende Quintusbos wordt sindsdien beheerd door Staatsbosbeheer en stichting Landschapsbeheer Groningen en is opengesteld voor bezoekers. Het huis zelf, het schathuis en het koetshuis worden particulier bewoond en zijn niet toegankelijk.
Allersmaborg (Ezinge) · Breedenborg (Warffum) · Coendersborg (Nuis) · Ekenstein (Tjamsweer) · Ennemaborg (Midwolda) · Ewsum (Middelstum) · Fraeylemaborg (Slochteren) · Huis te Glimmen (Glimmen) · Menkemaborg (Uithuizen) · Nienoord (Leek) · Piloersemaborg (of Hamsterborg) (Den Ham) · Rensumaborg (Uithuizermeeden) · Rusthoven (Tjamsweer) · Vaartwijk (Westerbroek) · Verhildersum (Leens) · Vliethoven (Delfzijl) · Welgelegen (Kleinemeer) · Huis te Wedde (Wedde) 
 Steenhuis: Iwema-steenhuis (Niebert)
Zie ook: Lijst van voormalige borgen · Kaart van Theodorus Beckeringh · tichelborg · veenborg